# Казахський національний одяг

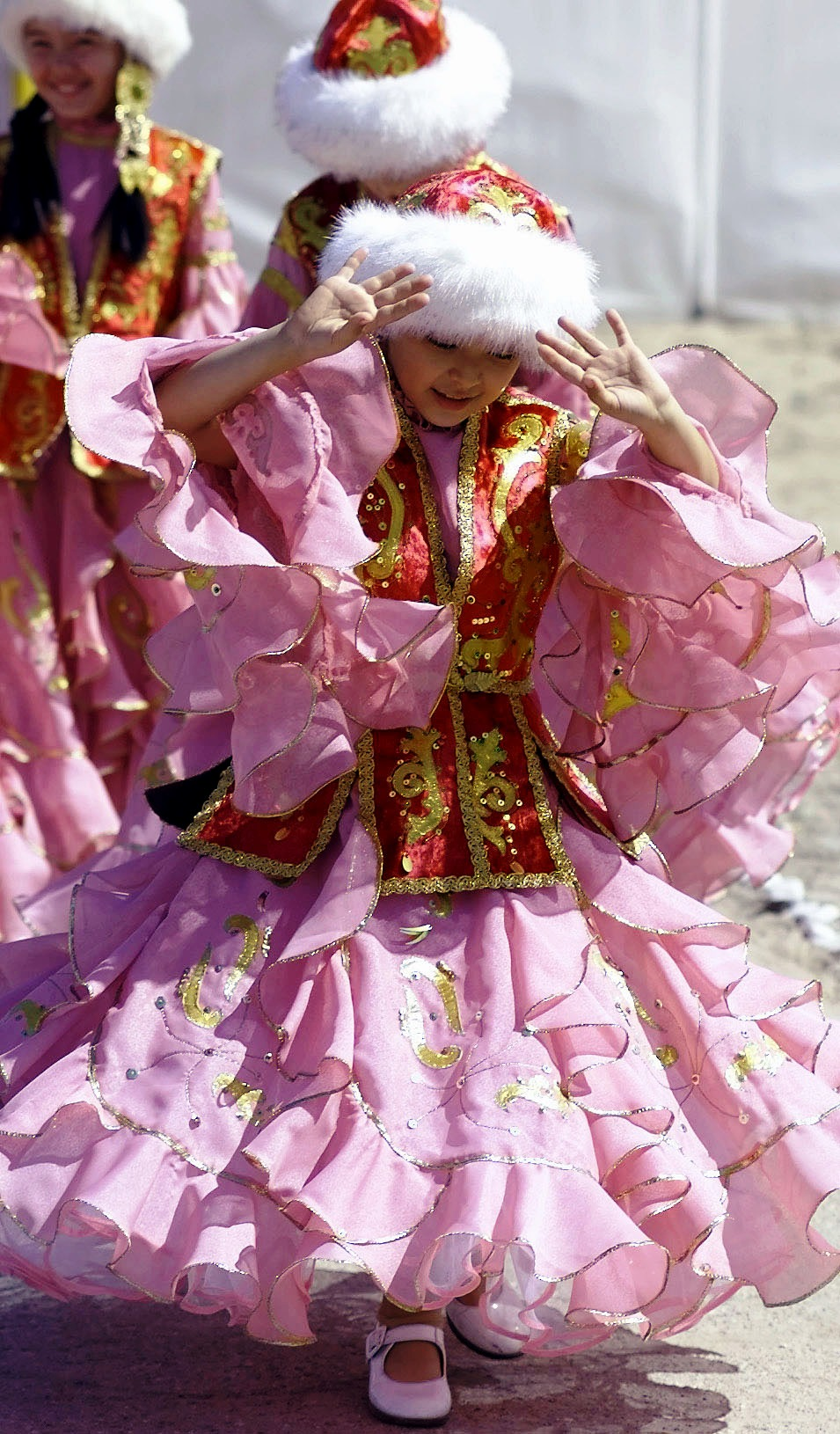
Казахські дівчатка у національних костюмах

Казахський національний одяг — предмет матеріальної культури казахів.
Казахський національний одяг шиють за давніми традиціями, враховуючи етнічні, економічні та кліматичні умови. За призначенням національний одяг поділяється на натільний, верхній, повсякденний, урочистий та традиційний. Одяг для урочистих подій шили з дорогих тканин. За казахським звичаєм, воїни перед битвою одягали найкращий, дорогий одяг. До натільного одягу відносяться: сукня, штани, жилети, жіночий козакін; до верхнього одягу належать: чапан, купи (одяг з підкладкою з верблюжої, овечої вовни або шкур), безрукавки, ічик, дублянки, шуби; до дощової відносяться: чекмень (домотканий кафтан), каптал (одягається взимку поверх пальта), кебенек, кенеп (одяг з повсті, типу бурки), плащ.

## Матеріали
Одяг шили з вовняних, шовкових тканин, кошми, шкур тварин. Казахи особливо цінували дорогі шкірки куниці, єнота, крота, а також жереб'ячі, соболи, тигрові шкури. Підкладками для шуб обирали цінні дорогі шкури, які називають «ічик». Зовні ічики покривали тканинами з дорогих матеріалів: атласу, шовку, оксамиту, парчі, велюру, вельвету тощо. Для прикраси хутряних шуб пришивали коміри.
Існувало кілька різновидів чапанів:
- для холодного часу шили з підкладкою зі сваляної верблюжої або вовни — купі;
- легку верхню безрукавку з верблюжої вовни — чекмінь;
- чоловічий одяг з повсті з різними прикрасами;
- чапани з теплими підкладами, стьобані, розкльошені, облямовані хутром.

Широко поширені оброблені дублянки, шуби, зовні вкриті дорогою тканиною та пофарбовані (жовто-червоною фарбою, виготовленою з листя берези, сосни, хни, для фарбування шкіри застосовували корінь ревеню). Товстими, довгими голками надрядковими та хрестоподібними стібками шили каптама тон (теплий зимовий одяг поверх пальта), поділ якого обшивали облямівкою. Багато шуб шилися лицьовою стороною з жеребячих і козлячих шкур. Штани шили з оксамиту, плюшу, вельвету, гармата, сатину, червоного шовку, парчі.

## Жіночий одяг
До національного одягу казахських жінок відносяться національна сукня, кімішок (жіночий головний убір з вишитим візерунком), жаулик (убір одруженої казашки), саукеле, тюбетейка, камзол, нагрудники, ічіги.
Одяг, призначений для дівчат, наречених, жінок середнього та літнього віку, за виглядом та прикрасами поділяється на чотири групи. Для дівчат приталений одяг шився з коміром та рукавами, передній борт оброблявся вишивкою. Для літніх жінок шили вільні сукні без застібок. Головним убором і чапаном можна було визначити приналежність людини до жузу. Чоловічі та жіночі головні убори відрізняються своєрідністю. Традиційний чоловічий головний убір — ковпак із давніх часів шиється з тонкої білої кошми. Гострокінцевий ковпак із білого фетру називається «ак калпак», з розрізами на полях і пласкою верхівкою — «айир ковпак».
Навесні та восени казахи носили головні убори високої овальної форми (борік), краї яких обов'язково обробляли зі шкірою звірів. Взимку носили тривух — тимак. Зразки тимаків зустрічаються в регіонах Семиріччя та Сари-Арка. Головні убори дівчат обшивались намистом, прикрашалися пухнастим пір'ям пугача, павича або сірої чаплі. Жіночі головні убори, облямовані бобровими та куньими шкурами, називаються «камшат борик», вишиті золотом — «алтин борик», прикрашені перлами, — «калмар-жан борик». Легкі головні убори, пошиті з вельвету або парчі, прикрашені пір'ям пугача або дорогоцінним камінням, називаються «такія». Головний убір нареченої, саукеле, відрізняється високою та конусоподібною формою, прикрашався золотими та срібними монетами, перлами та різними намистами. Молоді породіллі носили спеціальний головний убір із білої матерії — кімішок.

## Головні убори
Чоловічі головні убори включають вушанку, ковпак-борик, легкий головний убір без підкладки, вишиті орнаментом тюбетейки, стьобані, конусоподібні головні убори та інші.
Універсальним чоловічим головним убором є тюбетейка (каз. тақиятақія), що носилася всіма незалежно від віку та соціального становища. Тюбетейки шилися з різних тканин: і бавовняних (наприклад, сатину), і шовку, оксамиту тощо; їх виготовляли на тканій основі, простігану разом з верхом, для надання міцності її прошивали частою строчкою або закладали в коло картон або щільний папір. Тюбетейки рясно вишивали, використовувалася вишивка візерунковими рядками. На тюбетейках хлопчиків та юнаків вишивали шовковими, золотими та срібними нитками. Поверх тюбетейки одягалися інші головні убори.
Основними літніми головними уборами були борік (каз. бөрік) — невисока чотирикутна шапка з хутряною галявиною, що щільно облягала голову, та повстяний ковпак (каз. қалпақ). Борик у XIX-початку XX століття шився з чотирьох гострих клинів, що викроювалися у вигляді вузької трапеції, верх якої мав форму рівнобедреного трикутника. Такий крій клина і надавав борику впізнавану форму. Верх борика був пласким.
Ковпак носився чоловіками практично всіх соціальних груп, він був високий, конусоподібної форми з вузькою високою тулією і закругленою або гострою маківкою, що зазвичай зшивалася з двох абсолютно однакових половин. Нижні частини обгиналися, утворюючи широкі поля, що обшивалися смугами чорної або червоної матерії, тоді як більшість ковпака були з білої повсті. Ковпаки знаті розшивались канітелью і шовковими нитками, нерідко вони шилися з оксамиту, а на верху був пензлик. На бенкети правителі носили «айир калпак» (каз. айыр қалпақ) з вигнутими догори полями, що оздоблювався зовні дорогою тканиною і вишивався золотим позументом, в орнаменті використовувалися рослинні мотиви.
Казахи Середнього та Молодшого носили башлик із сукна або верблюжого сукна, щільних бавовняних тканин і на легкій бавовняній підкладці, що виходив із застосування до початку XX століття. Як правило, бишлик був темних кольорів. Спереду у башлика був невеликий круглий виступ, з боків він мав довгі «вуха», ззаду ж у башлика була довга напівкругла лопата.
Зимовим головним убором служив тимак (каз. тымақ) — хутряна шапка з «вухами» на кшталт малаха. Покрій тимака значно відрізнявся залежно від місця, по ньому можна було дізнатися про родо-племінну приналежність носія. Так, у аргінів тимак мав вузьку тулью, а у найманів — широку, оскільки в них він одягався поверх борика.
До жіночих головних уборів відносять саукеле, пухову шаль, каркара (головний убір з пір'ям), кімішок (убір з білого коленкору), кун дик (убір літньої жінки у формі злегка приплюснутої чалми), желек (шовкова хустка, яку носять молоді жінки) у перші місяці шлюбу, до того, як одягають жаулик), бергек (убір надягають після весілля), тюбетейка, касаба, шилауиш (біла хустка, що одягається поверх кімешека), жаулик (убір одруженої жінки). Зимовий головний убір шили з дорогих та теплих тканин.

## Взуття та аксесуари
У казахському одязі особливе місце займає взуття: чоботи на високих підборах, з поздовжнім розрізом у халявах, розшиті смужками шкіри зеленого кольору, чоботи з повстяними панчохами, з м'якою підошвою, гостроносі, а також стьобані повстяні чоботи, ічіги. Завдяки торговим відносинам з Китаєм була можливість привозити для пошиття дорогі шовкові та бавовняні тканини, використовувалися також дешеві тканини, які з початку XVIII століття випускали російські фабрики. Тонкі сукні з воланами та рюшами шили з атласу, білої тканини, батиста, капрону, шифону, льону.
Обов'язковою частиною казахського одягу були пояси, зроблені з оксамиту, шерсті, шовку, з міцної дубленої шкіри. Шкіряні ремені прикрашалися орнаментами, кріпилися металевими бляшками з дорогоцінним камінням, навішеними мішечками, кишенями для кременю і таке інше. Такі ремені називаються «кисі». Молоді хлопці прикрашали паски ланцюгами, різношерстими прикрасами. Широкі жіночі пояси були пошиті з шовку та оксамиту. Їх прикрашали золотом, сріблом, дорогоцінним камінням. Казахський національний костюм протягом століть змінювався відповідно до кліматичних особливостей та кочового способу життя казахів. На формування національного одягу вплинули господарські та культурні зв'язки із сусідніми державами.

## Збереження традицій у сучасності
Збереження традицій казахського національного одягу в сучасності значною мірою заслуга костюмерів театру та кіно Казахстану. У радянські роки розробкою костюмів у казахській національній традиції для спектаклів та кінофільмів займалися Кулхамет Ходжиков, Ігор Бальгосін, Анатолій Ненашев та інші художники-костюмери. З іншого ж боку, традиційні головні убори серед чоловіків поширені в Казахстані значно меншою мірою, ніж в інших країнах Середньої Азії.

## Галерея

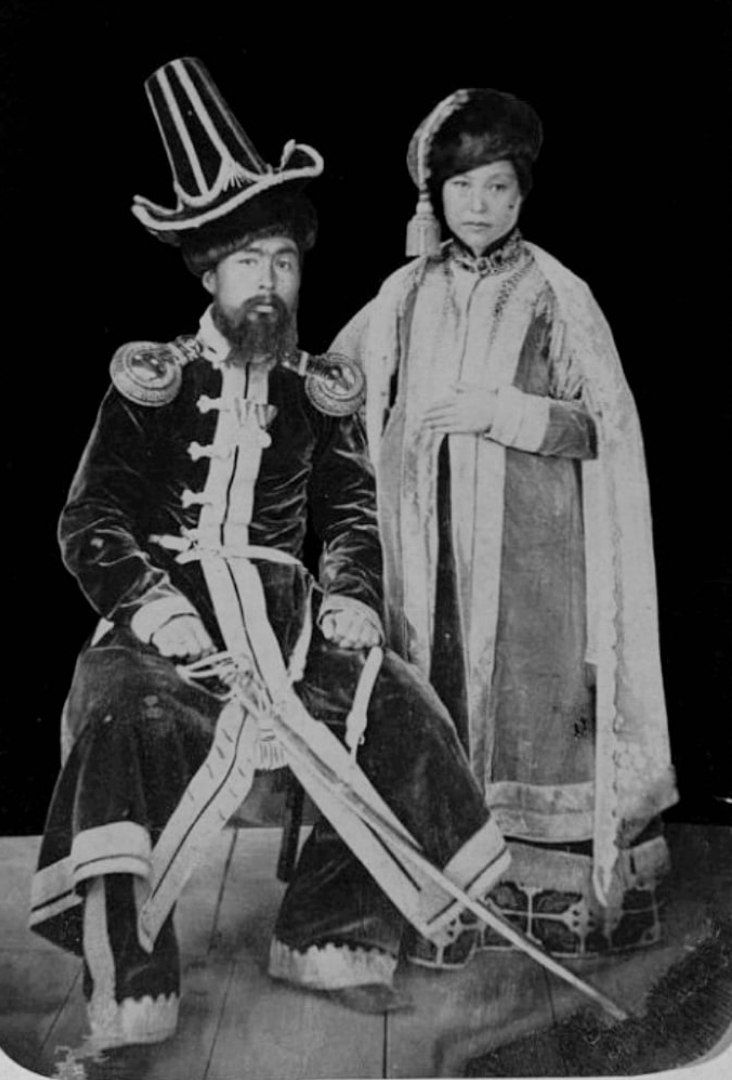
Хан Букеєвської Орды Жангір і його дружина Фатіма
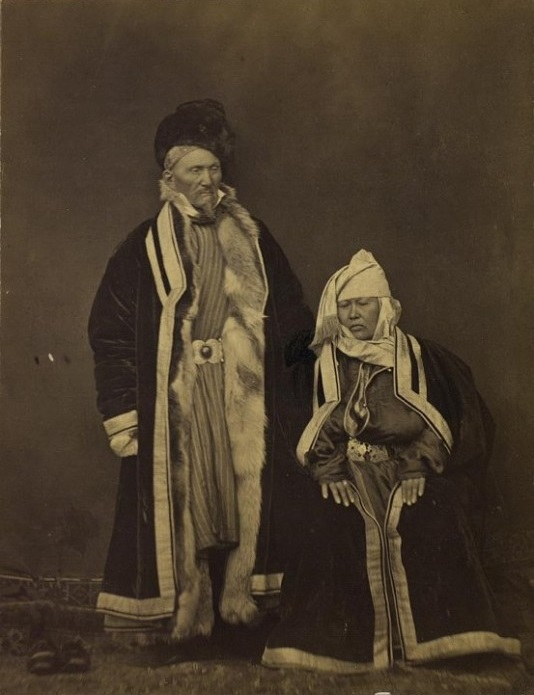
Пара з Семипалатинської области, 1879 рік
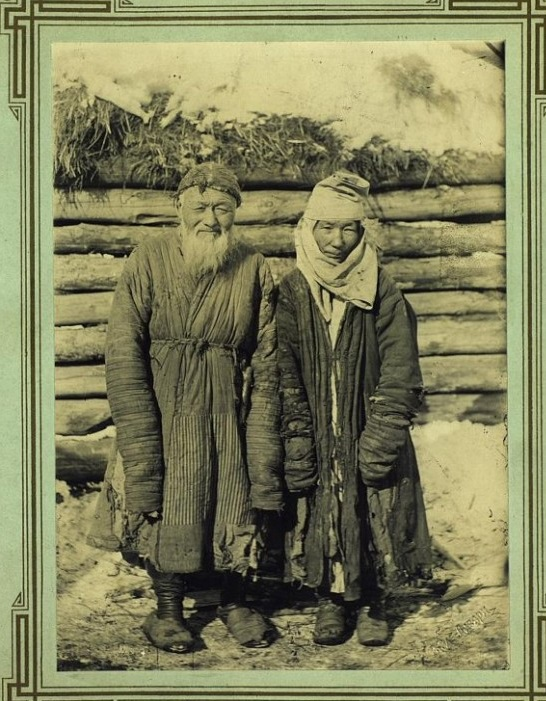
Літня пара із Кокшетау, 1896 рік
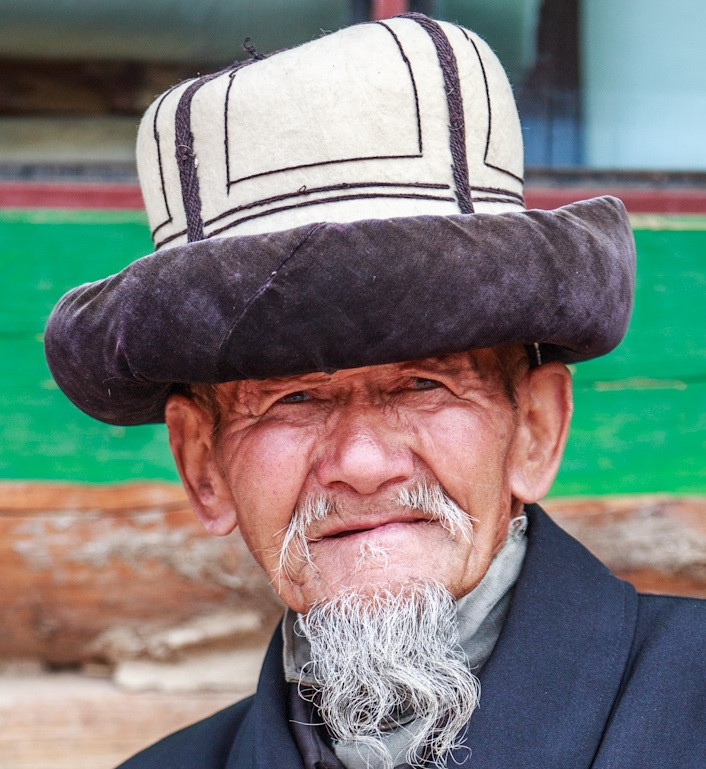
Літний казах у ковпаці, Сіньцзян-Уйгурский автономный район, Китай
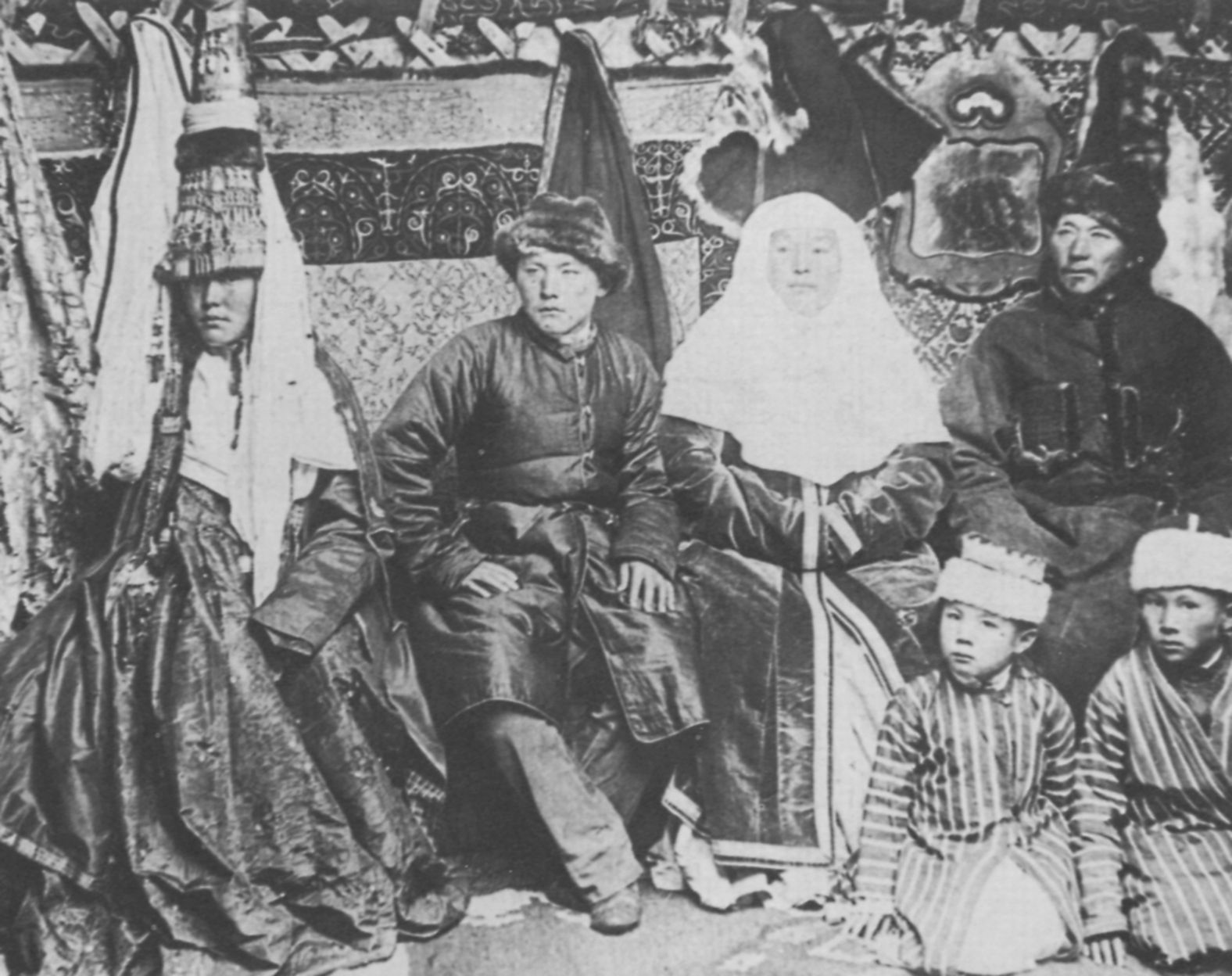
Казахська родина у святкових костюмах, приблизно 1900 рік
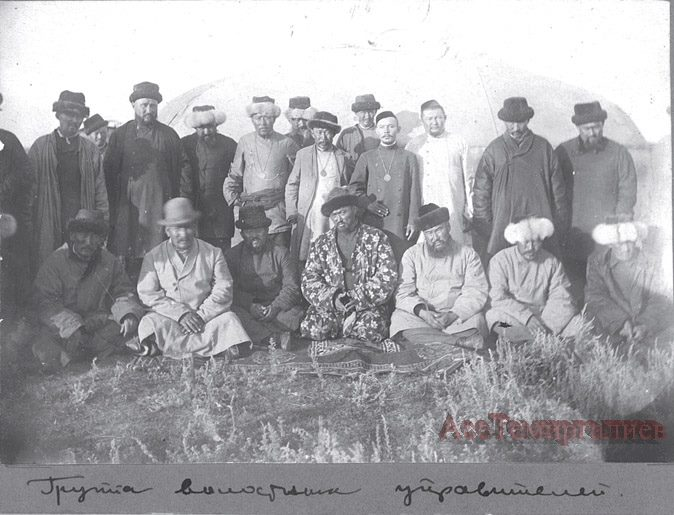
Волосні управителі (ймовірно, Атбасарського уїзду), 1909 рік
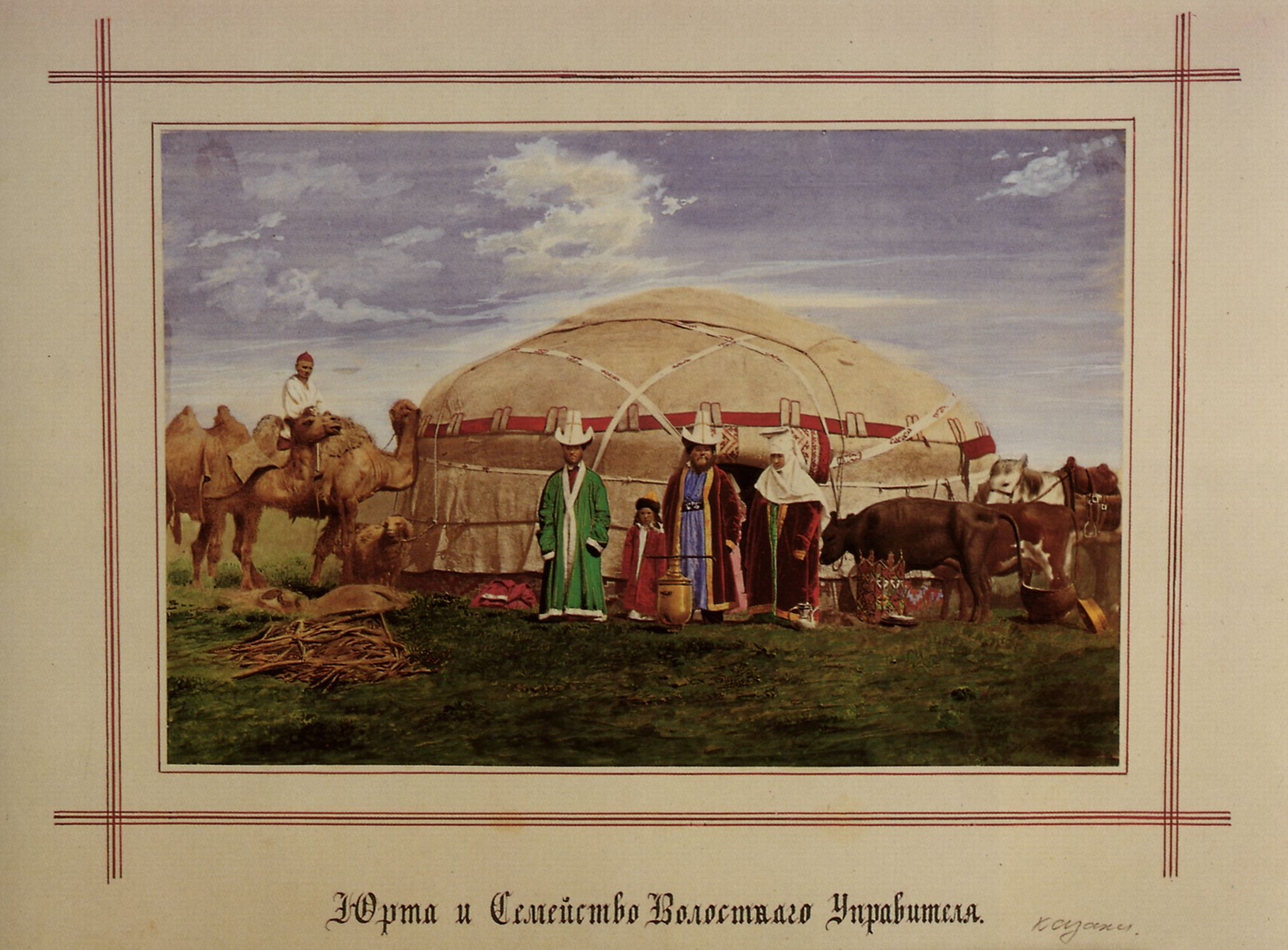
Казахський волосний управитель зі своєю родиною у юрти, 1872 рік, Оренбурзька губернія
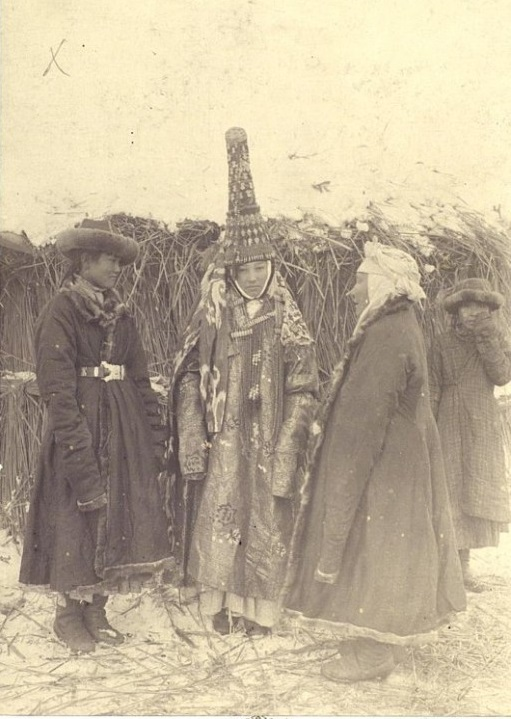
Наречена у саукелі, Семиріченська область, 1898 рік
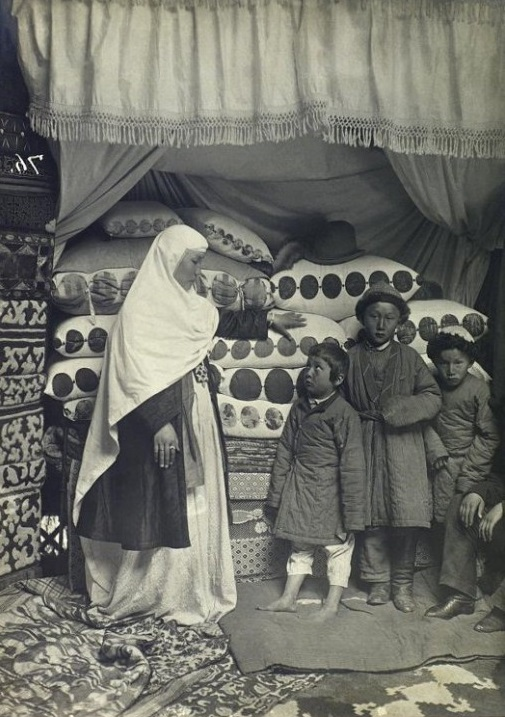
Багата жінка з дітьми, 1899 р., фотографія Самійла Дудіна
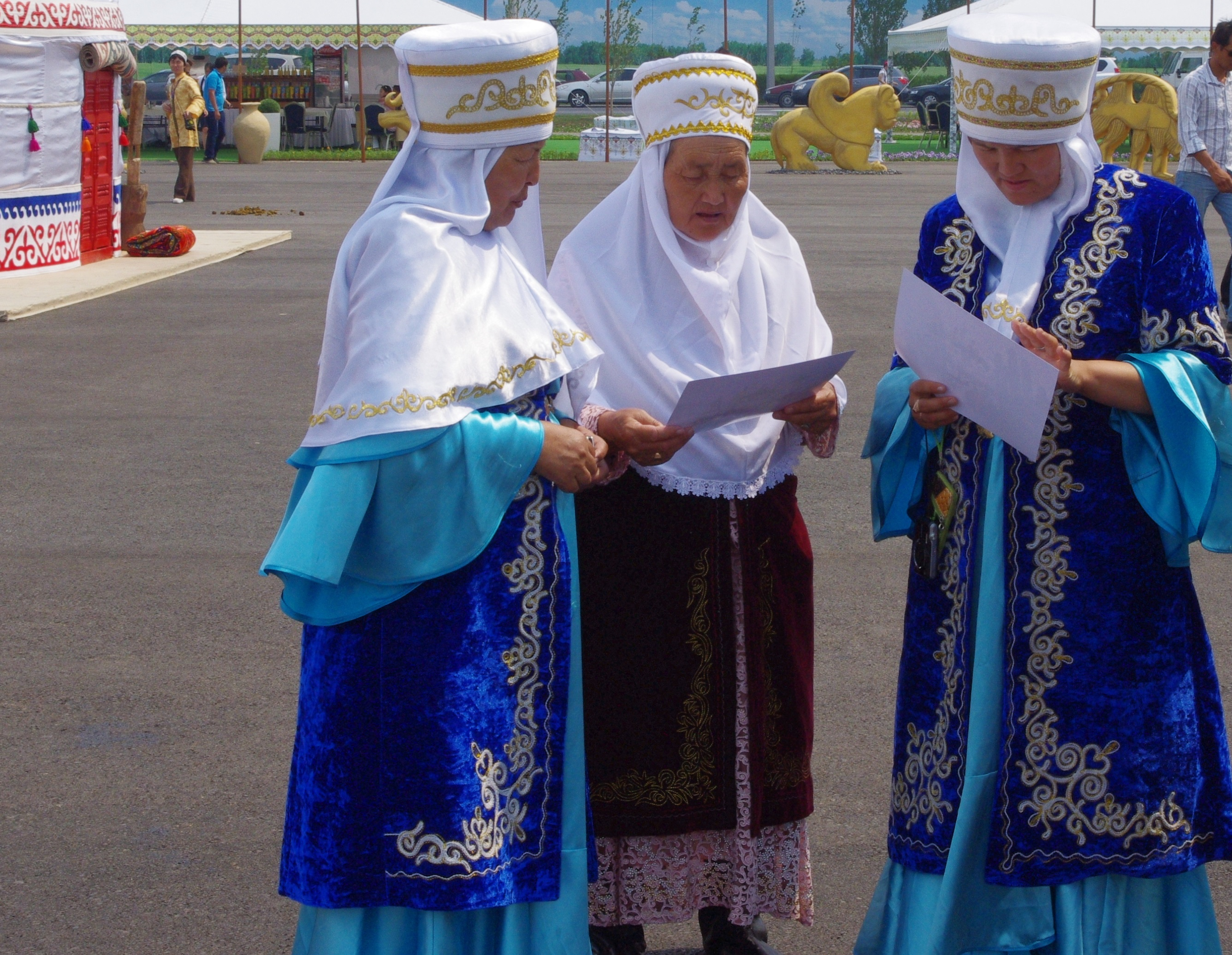
Жінки у традиційних костюмах, 2012 рік
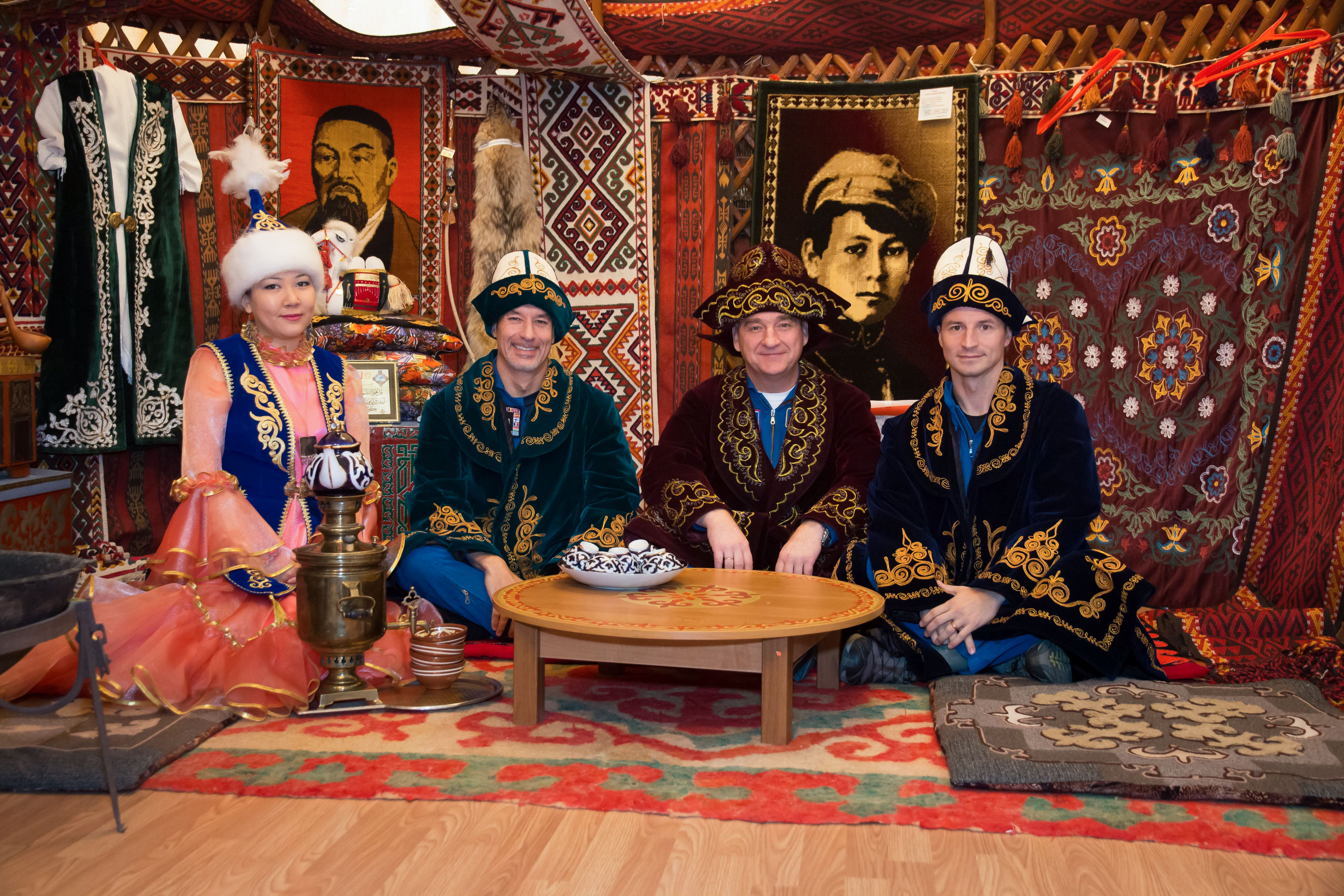
Команда космічного корабля Союз МС-11 у традиційних казахських костюмах, Байконур, 2018 рік
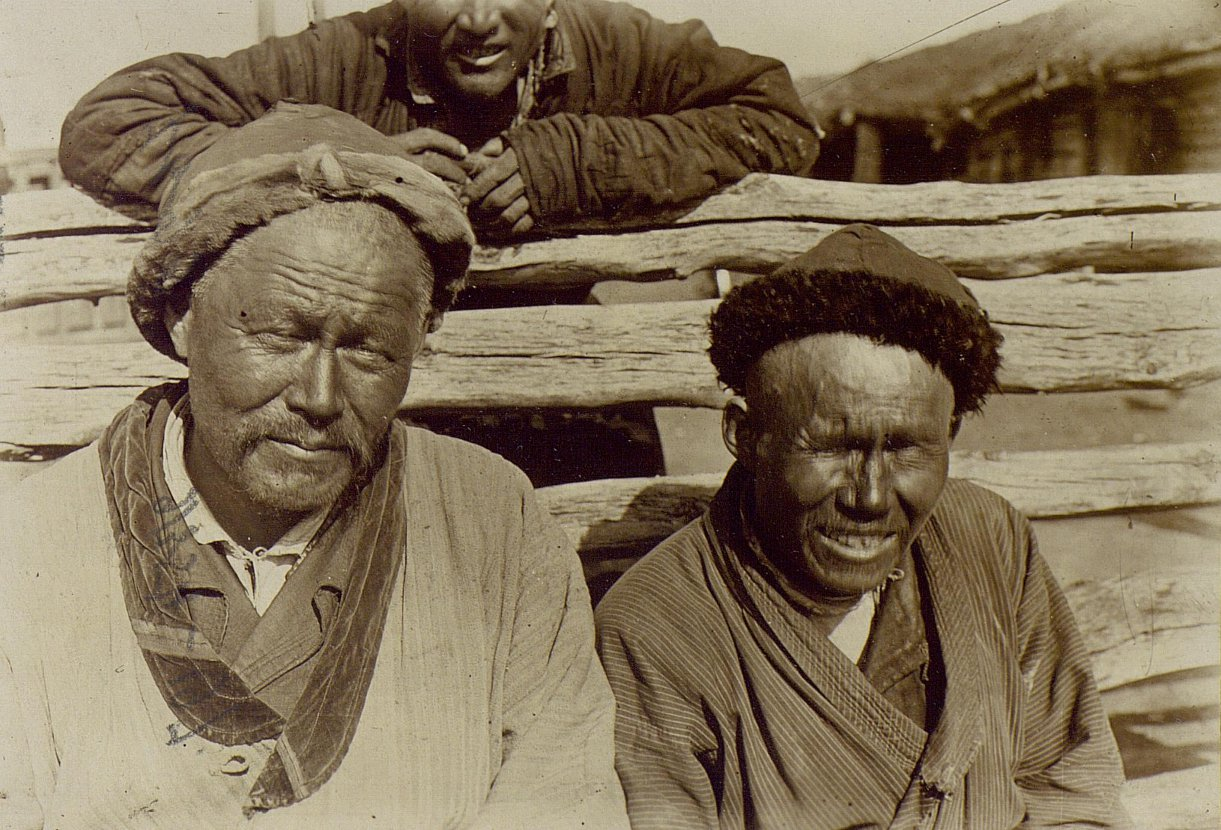
Алтайські казахи у бориках, між 1911 и 1913 рр. Фотографія Михайла Круковського
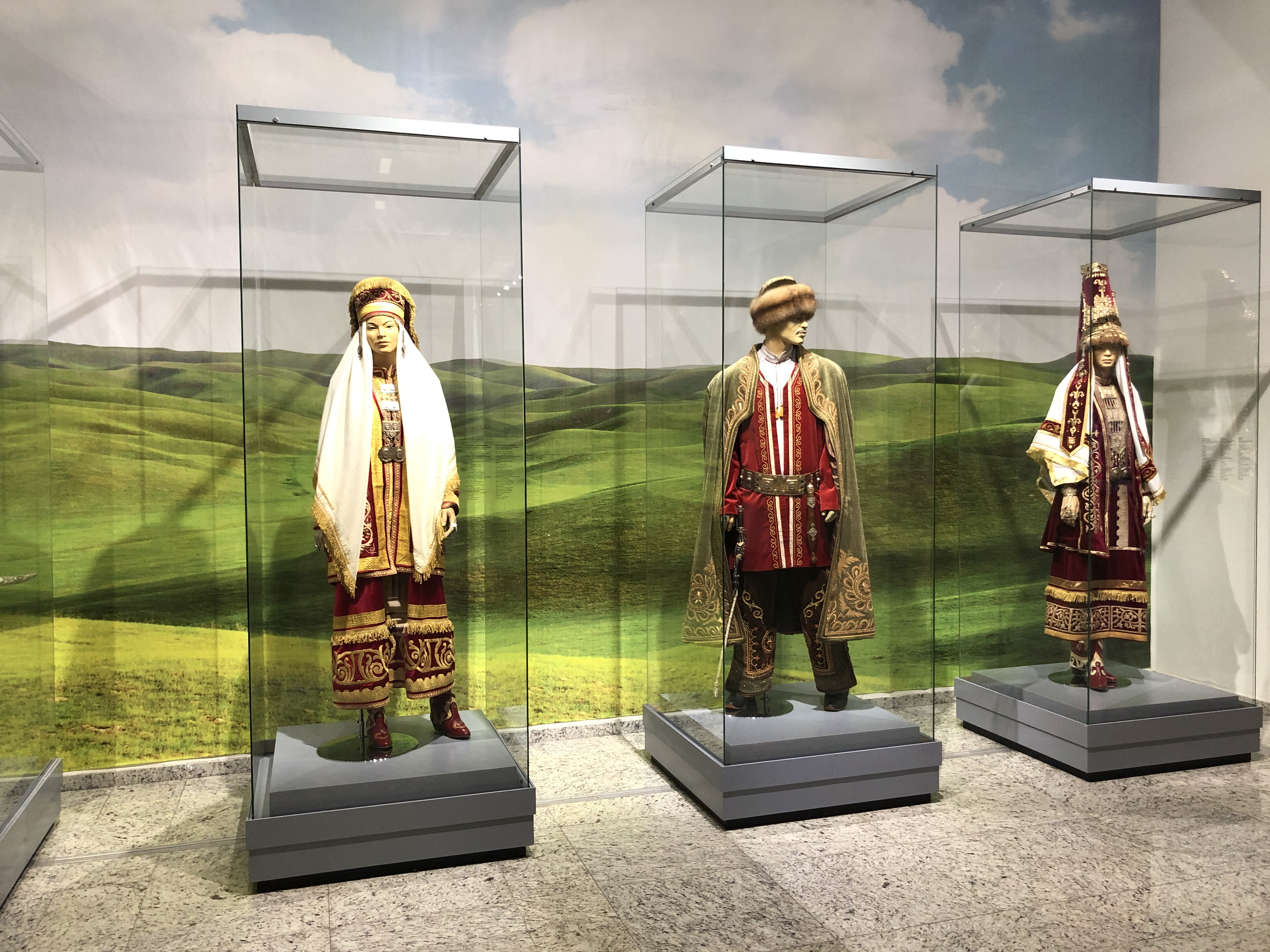
Національний костюм, експозиція Національного музею Казахстану
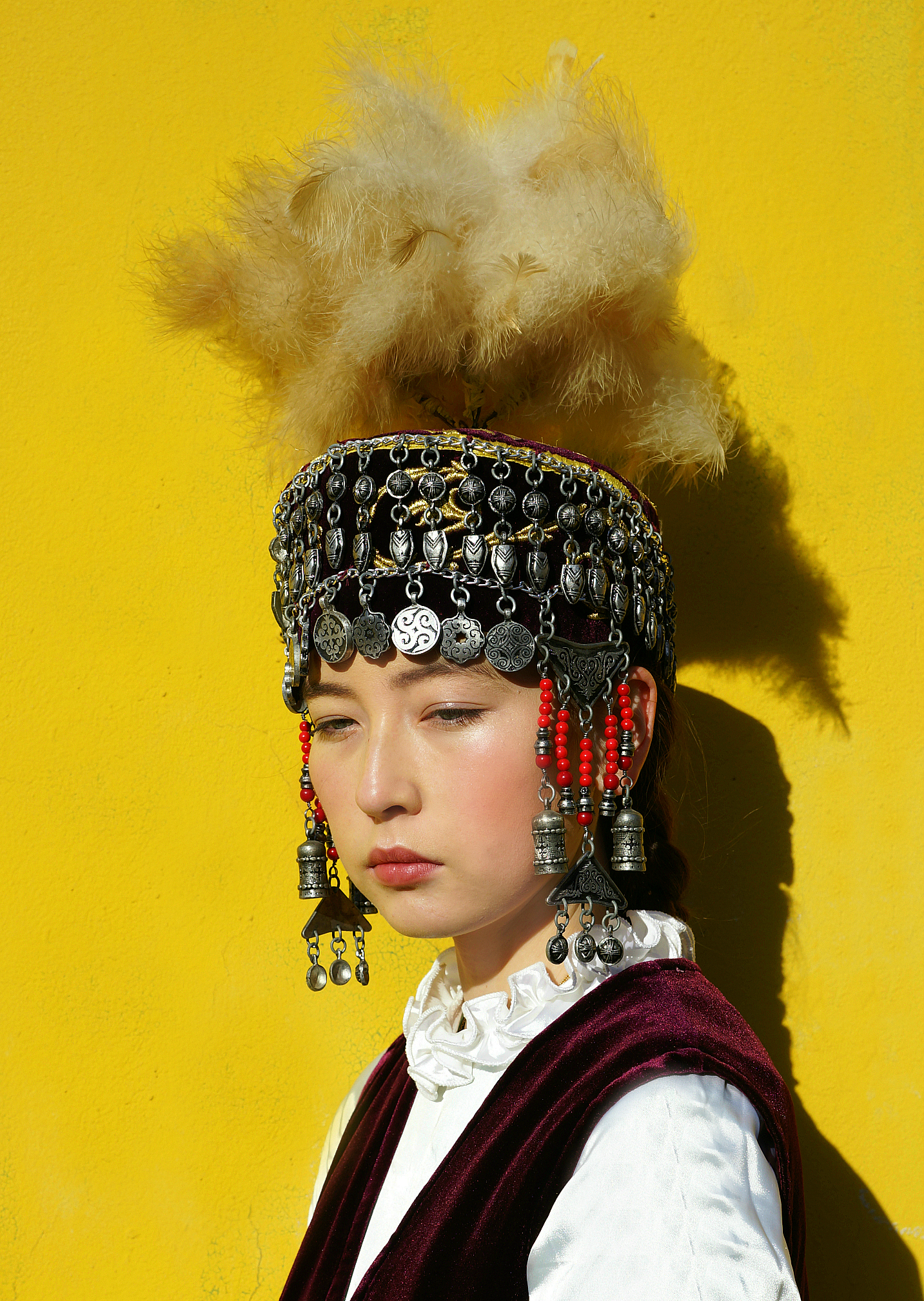
Школярі в традиційних костюмах, Алма-Ата, 1964 рік